# Andi Gutmans
Andi Gutmans Andrei (Svizzera, ...) è un programmatore, imprenditore e blogger israeliano naturalizzato svizzero, attualmente residente negli Stati Uniti.
Ha collaborato alla creazione di PHP, alla fondazione di Zend Technologies ed è GM & VP Engineering, Databases presso Google.

## Biografia
Laureato al Technion (Israel Institute of Technology) di Haifa, Gutmans e il compagno di studi Zeev Suraski hanno creato PHP 3 nel 1997.
Nel 1999 hanno scritto Zend Engine, il nucleo centrale di PHP 4, e fondato Zend Technologies, società che da allora ha supervisionato l'evoluzione di PHP, inclusi PHP 5 e le versioni più recenti di PHP 7. Il nome Zend è un portmanteau dei loro nomi, Zeev e Andi.
Prima di essere nominato CEO di Zend Technologies nel febbraio 2009, ne ha guidato la ricerca e sviluppo, incluso lo sviluppo di tutti i prodotti e i contributi di Zend ai progetti open source come Zend Framework e PHP Development Tools. Gutmans ha partecipato al finanziamento aziendale di Zend Technologies stringendo alleanze con fornitori come Adobe, IBM, Microsoft e Oracle. Gutmans cessa il suo ruolo di CEO di Zend Technologies solo alla fine di ottobre 2015, quando Zend è stata acquisita dalla società Rogue Wave Software.
Gutmans è stato membro del consiglio di amministrazione di Eclipse Foundation (ottobre 2005 - ottobre 2008), è membro emerito di Apache Software Foundation, ed è stato nominato per il premio FSF Award for the Advancement of Free Software nel 1999.
Nel 2004 ha scritto un libro intitolato "PHP 5 Power Programming" insieme a Stig Bakken e Derick Rethans.
Gutmans è stato riconosciuto dalla rivista ComputerWorld a luglio 2007 nell'articolo "40 Under 40: 40 Innovative IT People to Watch, Under the Age of 40."
Nel marzo 2016, Gutmans ha lasciato Rogue Wave Software per entrare in Amazon Web Services. Spiegando le sue motivazioni, Gutmans ha affermato "L'adozione dell'infrastruttura cloud è a un punto di svolta" e "il centro di gravità dei dati si sta spostando verso il cloud", dove Amazon "sembra bilanciare efficacemente innovazione e invenzione: un focus sul cliente valore con una propensione all'azione". Nel suo ruolo in Amazon Web Services, Gutmans ha gestito Amazon Elasticsearch Service, Amazon Redshift, Amazon CloudSearch, Amazon ElastiCache e Amazon Neptune.
Nel maggio 2020, Gutmans si è unito a Google come GM & VP Engineering, Databases. Gestisce inoltre un blog su Internet.
Gutmans detiene quattro diverse cittadinanze: svizzera, britannica, israeliana e statunitense.